# 3242 Бахчисарай
3242 Бахчисара́й (3242 Bakhchisaraj) — астероїд головного поясу, відкритий 22 вересня 1979 року.
Тіссеранів параметр щодо Юпітера — 3,326.